# Gaston Capon
Gaston Capon (né Gaston-Georges Capon à Paris 10e le 23 décembre 1867 et mort à Paris 18e le 3 février 1940) est un écrivain et archiviste français polygraphe.

## Biographie
Son père, Gervais-Gabriel Capon, était « artiste dramatique ».
Dans le sillage des frères Goncourt, dont il suit la technique documentaire pointilleuse, Gaston Capon s'intéresse particulièrement à la vie parisienne au XVIIIe siècle.

## Publications
- Monographies parisiennes. Les Tivolis, 1796-1841, Tours, E. Arrault, 1901.
- Journal d'un bourgeois de Popincourt : Lefebvre de Beauvray, avocat au Parlement, 1784-1787 (avec Henri Vial), Paris, L. Gougy, 1902.
- Les Petites maisons galantes de Paris au XVIIIe siècle : folies, maisons de plaisance et vide-bouteilles, d'après des documents inédits et des rapports de police, Paris, H. Daragon, 1902.
- Les Maisons closes au XVIIIe siècle : académies de filles et courtières d'amour, maisons clandestines, matrones, mères-abbesses, appareilleuses et proxénètes : rapports de police, documents secrets, notes personnelles des tenancières, Paris, H. Daragon, 1903.
- Paris galant au dix-huitième siècle. Les théâtres clandestins (avec Robert Yve-Plessis), Paris, Plessis, 1905.
- Paris galant au dix-huitième siècle. Fille d'opéra, vendeuse d'amour, histoire de Mlle Deschamps (1730-1764), racontée d'après des notes de police et des documents inédits (avec Robert Yve-Plessis), Paris, Plessis, 1906.
- Paris galant au dix-huitième siècle. Vie privée du prince de Conty, Louis-François de Bourbon (1717-1776), racontée d'après les documents des archives, les notes de la police des mœurs et les mémoires, manuscrits ou imprimés, de ses contemporains (avec Robert Yve-Plessis), Paris, J. Schemit, 1907.
- Les Vestris. Le « diou » de la danse et sa famille (1730-1808), Paris, Mercure de France, 1908.
- Paris galant au dix-huitième siècle. Casanova à Paris : ses séjours racontés par lui-même, Paris, J. Schemit, 1913.